# Mística i rebel
 Mística i rebel (títol original: Spitfire) és una pel·lícula estatunidenca dirigida per John Cromwell, estrenada el 1934 i doblada al català.
Una jove s'enamora d'un home casat. Trigger Hicks, una jove amb una forta convicció religiosa, veu com els seus veïns comencen a confondre la seva fe amb bruixeria. Només podrà comptar amb l'ajuda d'un jove enginyer que es troba a la zona per a la construcció d'una nova presa.
L'argument, adaptat a la pantalla per la guionista Jane Murfin i per la mateixa autora Lula Vollmer, estava tret de la comèdia dramàtica Trigger, representada al Little Theatre de Broadway del 6 de desembre de 1927 el gener de 1928 amb la direcció de George Cukor. Louis Mason i Sara Haden van reprendre a la pantalla els personatges interpretats al teatre.

## Argument
Trigger, una noia de muntanya de modals bastant bruscs, és considerada una espècie de bruixa dels seus compatriotes, que la tracten amb desconfiança i menyspreu. La «normal» convivència es precipita quan la jove segresta, a fi de be, un nen: el llogaret sencer disposat a linxar-la i solament la intervenció providencial d'un metge enamorat d'ella la salva. Però per Trigger al país no hi ha lloc i és obligada a anar-se en.

## Producció
La pel·lícula va ser produïda per la RKO Radio Pictures que havia comprat els drets de la comèdia de Lula Vollmer pensant d'assignar la part de Trigger a Dorothy Jordan. Però Katharine Hepburn es va enamorar de tal punt del personatge que va fer tot el possible per convèncer el productor Pandro S. Berman de confiar-li a ella el rol de la protagonista.
El títol que li van donar a la pel·lícula en el rodatge, va ser el de la comèdia, Trigger. Les filmacions van durar del 15 d'octubre al 17 de novembre e 1933: rodada a Califòrnia, a Hernet, San Gabriel i a les muntanyes de San Jacinto

## Distribució
El copyright de la pel·lícula, requerit per la RKO Radio Pictures, Inc., va ser enregistrat el 15 març de 1934 amb el número LP4593.
Distribuïda per la RKO Radio Pictures, la pel·lícula es va estrenar en les sales de cinema dels EUA el 30 març després d'una premiere que es tenir lloc a Nova York el 8 març de 1934.